# 弘前高等学校 (旧制)
| 弘前高等学校 | 弘前高等学校 |
| ------------ | ------------ |
| 創立         | 1920年       |
| 所在地       | 青森県弘前市 |
| 初代校長     | 秋田實       |
| 廃止         | 1950年       |
| 後身校       | 弘前大学     |
| 同窓会       |              |

旧制弘前高等学校（ひろさきこうとうがっこう）は、青森県に設立された官立の旧制高等学校。略称は「弘高」。

## 概要
- 改正高等学校令に基づき官立の三年制高等学校として設立され、高等科 （文科、理科） を設置した。
- 第二次世界大戦後の学制改革により新制弘前大学に包括され、文理学部の母体となった。

## 沿革
前史
- 1917年9月： 弘前市、文部大臣に高等学校新設の請願書提出。青森県会も建議書採択。
- 1918年9月： 先に山形市への設置が内定。
- 1918年10月： 再度誘致運動。県知事、1920年設置の内諾を取り付け。
- 1919年： 青森市も候補地に名乗り。前県知事の調停で弘前市に一本化。
- 1919年7月： 青森県会、高等学校創立に対する寄附案件採択。
  - 地元負担額： 青森県 40万円 （土地 2万坪を含む）、弘前市 5万円、個人 5万円。
- 1920年9月： 富田村 （現 弘前市） の校地にて校舎着工。

弘前高等学校
- 1920年11月26日： 弘前高等学校設立。
- 1921年2月4日： 鵬の校章制定。
  - 校歌 （土井晩翠 作詞、弘田龍太郎 作曲） もこの頃制定。
- 1921年4月16日： 仮校舎 （弘前市公会堂） で開校式。
  - 仮寮は市内西茂森町・新寺町の寺 8ヶ所。
- 1922年4月： 北溟寮完成。
- 1923年末： 生徒により社会思想研究会結成。
- 1924年1月： 校舎落成式を挙行。
- 1924年3月： 第1回卒業。同窓会を設立。
- 1925年6月： 外国人教師館竣工 （現存、登録有形文化財）。
- 1928年6月： 『弘高新聞』 創刊。
- 1928年11月： 校友会、「弘高会館」 設立案を承認 （十和田湖畔）。
- 1929年2月： 鈴木信太郎校長による弘高会館建設資金流用疑惑が報道される （18日）。
  - 19日-22日、生徒ら同盟休校。25日、校長休職で落着。
- 1930年1月： 共産青年同盟活動容疑で生徒 9名検挙。
  - 3月処分： 放校 3名、諭旨退学 3名、無期停学 2名、戒飭 8名。
- 1930年末： 演劇研究会、左翼活動を理由に解散を命じられる。
- 1931年2月： 左翼活動により十数名検挙。
  - 3月処分： 放校 3名、諭旨退学 5名、無期停学 1名。
- 1932年2月： 『弘高新聞』、第20号で終刊。
- 1932年6月： 社会科学研究グループ 12名を含む 31名検挙。
  - 8月処分： 諭旨退学 6名、無期停学 5名、戒飭 6名、訓戒説諭 12名。
- 1933年7月： 左翼活動家 田中清玄 （4回卒）、獄中で転向。
- 1935年2月： 左翼学生処分： 諭旨停学 2名、戒飭 5名。
  - 弘前高等学校における戦前の左翼活動は終焉。
- 1940年11月： 『図南歌』 発表 （中村高雄 作詞、明本京静 作曲）。
- 1942年9月： 戦時措置による最初の繰上卒業。
- 1943年1月： 2年制に短縮。
- 1944年10月： 図南寮竣工。11月開寮。
- 1945年11月： 校長排斥運動で同盟休校 （16日-26日）。校長交代で落着。
- 1946年2月： 3年制に復帰。
- 1948年4月： 弘高自治会結成。
- 1949年3月： 第28回生、1年修了で離校。
- 1949年4月： 講師への辞職勧告問題発生。
  - 共産党入党表明講演を行った関戸講師に対し、校長が辞職勧告。
  - 5月16日-6月13日、生徒ら同盟休校。処分： 放校 3名ほか。
- 1949年5月： 新制弘前大学に包括される。
  - 旧制弘前高等学校は文理学部の母体となった。
- 1950年3月： 弘前高等学校、閉校。

## 歴代校長
- 初代： 秋田實 （1920年12月 - 1925年3月）
- 第2代： 黒金泰信 （1925年3月 - 1927年7月）
- 第3代： 鈴木信太郎（前職は京都帝国大学経済学助教授、1874年生まれ没年不詳、同姓同名異人に注意） [1]（1927年7月 - 1929年2月）
- 第4代： 戸沢正保 （1929年2月 - 1932年8月）
- 第5代： 中山文雄 （1932年8月 - 1935年4月）
- 第6代： 安齋宏索 （1935年4月 - 1938年4月）
- 第7代： 龍山義亮 （1938年4月 - 1943年9月）
- 第8代： 宇野喜代之介 （1943年9月 - 1945年11月24日[2]）
  - 前・都立高等学校校長。
- 第9代： 安齋宏索 （1945年11月24日[2] - 1946年10月 公職追放）
  - 再任。前・浦和高等学校校長。
- 校長事務取扱： 久野眞吉 （1946年10月 - 1947年5月）
- 第10代： 栗原一男 （1947年5月 - 1950年3月）

## 校地の変遷と継承
1921年の開校当初は弘前市公会堂 （弘前市蔵主町） を仮校舎として使用した。富田村 （現 弘前市文京町） に建設中の本校舎が 1923年末までに完成し、移転した。以後、同校地は旧制弘前高等学校廃止まで使用され、後身の弘前大学に引き継がれた （現 文京町地区）。

## 著名な出身者

### 学者
- 大石義雄 - 憲法学者（3回卒）
- 山本時男 - 生物学者（3回卒）
- 小山正孝 - 中国文学者
- 田中修 - 元・北海学園大学学長
- 高瀬侍郎 - 拓殖大学総長、外交官
- 高橋延清 - 東京大学名誉教授、林学者
- 小栗浩 - 独文学者
- 津田真澂 - 労働問題研究者
- 緑川林造 - 工学者 元北海道工業大学学長
- 奥平康弘 - 憲法学者
- 川村琢 - 農業経済学者
- 工藤圭章 - 建築史学者
- 箕輪成男 - 出版学者
- 安藤良雄 - 経済学者
- 野崎孝 - アメリカ文学者、翻訳家

### 財界
- 日高輝 - 山一證券社長（2回卒）
- 岩越忠恕 - 日産自動車社長
- 細井倞 - 同和火災海上保険社長
- 生田幸夫 - 富士紡績社長
- 小川義男 - 住友軽金属工業社長
- 中瀬秀夫 - 日清紡績社長
- 千葉一男 - 王子製紙社長
- 大道寺小三郎 - みちのく銀行頭取

### 政治家・官僚
- 宇佐美毅 - 宮内庁長官（1回卒）
- 門叶宗雄 - 3代目防衛事務次官、内務出身
- 田中敏文 - 北海道知事
- 竹内黎一 - 科学技術庁長官
- 池端清一 - 国土庁長官
- 鴨田宗一 - 自由民主党衆議院議員
- 竹中修一 - 自由民主党衆議院議員
- 小林国司 - 自由民主党参議院議員、農林官僚
- 津川武一 - 日本共産党衆議院議員、医師
- 佐藤敬治 - 日本社会党衆議院議員、大館市長
- 鈴木隆夫 - 衆議院事務総長、国立国会図書館長
- 松本作衛 - 農水事務次官、農林漁業金融公庫総裁
- 谷藤正三 - 北海道開発事務次官

### 法曹
- 柳川真文 - 大阪高検検事長、法務総裁官房長

### 文化
- 明本京静 - 音楽家（5回卒）
- 太宰治 - 作家（7回卒）
- 石上玄一郎 - 小説家
- 家城巳代治 - 映画監督（12回卒）
- 鈴木清順 - 映画監督（25回卒）
- 高野斗志美　ｰ文芸評論家
- 高木恭造 - 日本の方言詩人（津軽弁）、医師
- 中村嘉人 - 日本の文筆家

### 政治運動家
- 田中清玄 - 政治活動家（4回卒）

### マスコミ
- 平岡敏男 - 毎日新聞社社長（6回卒）
- 鈴木健二 - 元NHKアナウンサー

## 関連書籍
- 旧制弘前高等学校同窓会（編）　『旧制弘前高等学校史』　弘前大学出版会、2005年5月。